# Гропало (Пјаченца)
Гропало је насеље у Италији у округу Пјаченца, региону Емилија-Ромања.
Према процени из 2011. у насељу је живело 148 становника. Насеље се налази на надморској висини од 946 м.